# Bufotes turanensis
Bufotes turanensis es una especie de anfibio anuro de la familia Bufonidae.

## Distribución geográfica
Esta especie habita:
- en el norte de Irán en Kopet Dag y el este de Elbourz;
- en el sur de Turkmenistán, en Kopet Dag;
- en Tayikistán.[4]

Su presencia es incierta en Uzbekistán y Afganistán.

## Etimología
Su nombre de especie, compuesto por turan y el sufijo latín -ensis, significa "que vive, que habita", y le fue dado en referencia al lugar de su descubrimiento, Turán o Touran que es el nombre dado por los pueblos iraníes para designar El norte y por extensión los pueblos nómadas de las estepas.

## Publicación original
- Hemmer, Schmidtler & Böhme, 1978 : Zur Systematik zentralasiatischer Grünkröten (Bufo viridis-Komplex) (Amphibia, Salientia, Bufonidae). Zoologische Abhandlungen, Staatliches Museum für Tierkunde in Dresden, vol. 34, p. 349-384.[5]